# 桜庭丈一朗
桜庭 丈一朗 (さくらば じょういちろう、- 2006年5月26日)は、日本の漫画家。
巨乳から超乳までの巨大なバストを持つ女性が登場する成人向け漫画を主に描いている。
商業誌(雑誌および単行本)では桜場丈一朗のペンネームを使用しているが、本人によるとこれは誤植である。

## 来歴
2001年に巨大乳表現ポータルサイト「超乳戯画」へのイラスト投稿でアマチュアデビューし、その後「超乳戯画」への漫画投稿を経て成人向け漫画雑誌「曼天」でプロデビューした。
2005年に最初で最後となる単行本「叔母の巨乳 従妹の爆乳」を出版した。
2006年5月26日に脳梗塞で死去し、当時作品を掲載していた「曼天」の最終ページに訃報が掲載された。

## 主な作品

### 「超乳戯画」に掲載されているもの
- 美幸ムネいっぱい
- 夏音ちゃん増量してみました
- カードキャプター黄桜
- 超乳少女リカコちゃ～ん

### 「叔母の巨乳 従妹の爆乳」に収録されているもの
- 叔母の巨乳 従妹の爆乳
- 蛸姦
- 恋人の証明
- 姫様の椅子
- 自動販売機
- ボクの夏休み